# International Code for the Construction and Equipment of Ships carrying Dangerous Chemicals in Bulk
Der International Code for the Construction and Equipment of Ships carrying Dangerous Chemicals in Bulk oder Internationale Code für den Aufbau und die Ausrüstung von Schiffen, die gefährliche Chemikalien transportieren (auch IBC-Code) ist eine internationale Sicherheitsvorschrift für die Beförderung gefährlicher Chemikalien und gesundheitsschädlicher Flüssigkeiten als Massengut in der Seeschifffahrt.

## Rechtlicher Status
Der IBC-Code ist (als Kapitel VII Teil B) Bestandteil der SOLAS-Konvention der IMO.
Die aktuelle Fassung des Codes entspricht der Entschließung MSC.176(79) von 2007.
Durch die Bezugnahme auf den IBC-Code im deutschen Gefahrgutrecht für die Seeschifffahrt (z. B. in der Gefahrgutverordnung See oder in der Seeschifffahrtsstraßen-Ordnung) ist der IBC-Code als nationales Recht anerkannt.

## Zielsetzung
Entsprechend seiner Präambel soll der IBC-Code einen internationalen Standard für die sichere Beförderung von gefährlichen Chemikalien und gesundheitsschädlichen Flüssigkeiten als Massengut auf Seeschiffen bereitstellen.
Er richtet sich in erster Linie auf Fragen der Konstruktion und Ausrüstung von Seeschiffen, d. h. insbesondere Chemikalientanker.
Zu beachten ist, dass der IBC-Code nicht anwendbar ist für die Beförderung von Erdöl und Erdölprodukten sowie gefährlicher Güter in verpackter Form (siehe Abgrenzung).

## Inhalte/Gliederung
Der IBC-Code besteht aus 21 Kapiteln (chapters) und einem Anhang (appendix).
Diese regeln Mindestanforderungen u. a. hinsichtlich folgender Punkte:
- Schiffsstabilität, Freibord, Anordnung der Ladungstanks
- Trennung der Ladungstanks von anderen Schiffsbereichen
- Ladungseinrichtungen (z. B. Pumpen, Rohrleitungen, Kupplungen)
- Lenz- und Ballastsysteme
- Elektrische Einrichtungen
- Lüftungssysteme und Systeme zur Herstellung der Gasfreiheit
- Brandschutz- und Löscheinrichtungen
- Personenschutz- und Sicherheitsausrüstung

Eine besondere Bedeutung kommt Kapitel 17 Summary of minimum requirements zu.
Dieses beinhaltet eine Stoffliste, in der alle dem IBC-Code unterliegenden Stoffe, die von diesem Stoff ausgehenden Gefahren und die jeweils für die Beförderung dieses Stoffes zu erfüllenden Mindestanforderungen aufgelistet sind.

## Abgrenzung
Neben dem IBC-Code gibt es eine Reihe weiterer spezieller Vorschriften für die Beförderung gefährlicher Güter auf Seeschiffen:
- Verpackte gefährliche Güter: International Maritime Dangerous Goods Code
- Erdöl und Erdölprodukte: MARPOL-Konvention
- Gasförmige Stoffe: Internationaler Code für den Bau und die Ausrüstung von Schiffen zur Beförderung verflüssigter Gase als Massengut (IGC-Code)
- Kernbrennstoffe: INF-Code